# Lindeveld
Lindeveld is een buurt in Heerlen-Centrum die zich bevindt direct ten zuiden van het centrum en ten oosten van de Provinciale weg 281. De buurt maakt deel uit van de wijk Heerlen-Centrum
Deze buurt wordt in het zuiden begrensd door Aarveld-Bekkerveld, in het westen door Terworm en in het noorden door Centrum. De straten die de buurt omringen zijn: Welterlaan, Bekkerweg, Kruisstraat, Valkenburgerweg en Provinciale weg 281.
In Lindeveld bevindt zich het hoofdkantoor van het Algemeen Burgerlijk Pensioenfonds.